# James P. Sullivan
James P. Sullivan, conhecido como Sulley, é um dos dois protagonistas dos dois filmes Monstros S.A. de 2001 e seu sucessor Universidade Monstros de 2013, produzido pela Pixar Animation Studios. Durante a produção do primeiro filme, Sulley era para ser chamado Johnson porém durante a produção recebeu o nome James P. Sullivan, em homenagem ao general Lawrence Sullivan Ross.
Ele é um monstro verde ou azul e musculoso e o melhor empregado da Monstros S.A., onde ele trabalha com o seu assistente e melhor amigo Mike Wazowski. Sulley tem um talento especial para assustar sempre em concorrência com seu rival de trabalho Randall Boggs. O sucesso do primeiro filme permitiu a Pixar para fazer uma prequela, Universidade Monstros, que mostra Sulley como um estudante preguiçoso e arrogante se tornando rival e depois melhor amigo de Mike.
O personagem já apareceu em outras áreas relacionadas com a Monstros S.A., como um curta-metragem, jogos eletrônicos, publicidade, histórias em quadrinhos e inspirou toda uma linha de produtos. Ele ficou marcado em 7º personagem mais lucrativo em 2002, segundo levantamento da revista Forbes.

## Aparência
Sulley ou James P. Sullivan é um monstro gigante similar a um minotauro peludo com dois chifres na cabeça. Ele tem imensa massa de gordura e pelos azulados com manchas púrpuras. Seus pés e mãos possuem pequenas garras além de dentes afiados escondidos dentro da boca. Seu rabo é grosso e pontudo igual ao de um dinossauro. Ele mede 2,28 m e pesa 360 kg.